# 杨保军
杨保军（1963年12月—），江西吉水人，教授级高级规划师。曾任中国城市规划设计研究院院长，现任中华人民共和国住房和城乡建设部总经济师。“百千万人才工程”专家。曾参与2008年北京奥运选址研究、《城市规划编制办法》修订等数百个城市规划相关项目研究。